# Villiers-Charlemagne
Villiers-Charlemagne – miejscowość i gmina we Francji, w regionie Kraj Loary, w departamencie Mayenne.
Według danych na rok 2010 gminę zamieszkiwało 1061 osób, a gęstość zaludnienia wynosiła 39 osób/km².